# そくていさく座
そくていさく座（そくていさくざ、測程索座、Lochium Funis）は、現在使われていない星座の1つ。
ドイツの天文学者ヨハン・ボーデが、1801年に刊行した著書「ウラノグラフィア」に描いた。船尾から流して船の速度を測る測程儀を元にした星座で、ニコラ・ルイ・ド・ラカーユが設定したらしんばん座に巻き付くような形で描写されていた。ボーデは Lochium Funis とらしんばん座を1つの星座として考えており、同じ年に刊行した星表 Allgemeine Beschreibung und Nachweisung der Gestirne の中でも同じ1つの星座として取り扱っている。
1922年に国際天文学連合が88の星座を設定した際、らしんばん座は採用されたが、この星座は採用されなかった。